# Franco Paludetti
Franco Erminio Adolfo Paludetti, né le 6 avril 1925 à Milan et mort le 6 mars 2008 à Milan, est un dessinateur italien de bandes dessinées, qui signait parfois Palù.

## Œuvres
- Diabolik.